# Władysław Puc
Władysław Puc (ur. 6 maja 1965) – polski koszykarz, występujący na pozycjach niskiego lub silnego skrzydłowego, reprezentant kraju, multimedalista mistrzostw Polski.

## Osiągnięcia
Drużynowe
- Mistrz Polski (1990)
- Wicemistrz Polski (1985, 1991)
- Brązowy medalista mistrzostw Polski (1987, 1994)
- Awans do najwyższej klasy rozgrywkowej z:
  - Resovią Rzeszów (1983)
  - Notecią Inowrocław (1996)
- Uczestnik rozgrywek pucharu:
  - Europy Mistrzów Krajowych (1989/1990 – grupa ćwierćfinałowa, 1990/1991 – I runda)
  - Koracia (1992/1993 – II runda, 1993/1994 – TOP 32)

Reprezentacja
- Uczestnik:
  - trasy reprezentacji Polski po USA (9-20.11.1986)[1]
  - mistrzostw Europy U–18 (1984 – 11. miejsce)[2]